# 1. Division 1913/1914
Devatenáctý ročník 1. Division (1. belgické fotbalové ligy) se konal od 7. září 1913 do 10. května 1914.
Sezonu vyhrál již podruhé v klubové historii Daring Brusel. Nejlepším střelcem se stal hráč RRC Brusel Maurice Bunyan, který vstřelil 28 branek. Soutěže se zúčastnilo opět 12 klubů v jedné skupině.